# Bukovany, Olomouc
Bukovany là một làng thuộc huyện Olomouc, vùng Olomoucký, Cộng hòa Séc.